# Pseuduvaria
Pseuduvaria es un género de plantas fanerógamas  perteneciente a la familia de las anonáceas que tiene 43 especies y son nativas del sur y sudeste de Asia hasta Australia.

## Descripción
Son árboles que alcanzan un tamaño de 40 m de altura, dioicos, monoicos, andro-dioicos o hermafroditas. Pecíolo corto o ausente. Las inflorescencias sobre las ramas jóvenes [raramente en los troncos],  solitarias o en grupos; pedúnculo corto [o largo]; raquis simpodial con entrenudos. Flores unisexuales o bisexuales. Pedicelo corto o largo, con brácteas. Los frutos monocarpos poco estipitados [o sésiles], generalmente globosos [o elipsoides], sobre todo con la ranura longitudinal, [lisa o] rugosa. Semillas lisa o rugosa.

## Taxonomía
El género fue descrito por Friedrich Anton Wilhelm Miquel y publicado en Flora van Nederlandsch Indië 1(2): 32. 1858. La especie tipo es: Pseuduvaria reticulata (Blume) Miq. 
Etimología
Pseuduvaria; nombre genérico compuesto que significa "similar a Uvaria."

## Especies
- Pseuduvaria grandiflora Merr.
- Pseuduvaria indochinensis Merr.
- Pseuduvaria lignocarpa J. Sinclair
- Pseuduvaria macgregorii Merr.
- Pseuduvaria sessilifolia J. Sinclair
- Pseuduvaria setosa (King) J. Sinclair